# Вейтбрехт, Карл
Карл Вейтбрехт (нем. Carl Weitbrecht, 8 декабря, 1847, Альтенгстетт — 10 июня, 1904, Штутгарт) — немецкий писатель, историк, ректор Штутгартского университета, номинант Нобелевской премии по литературе 1902 года.

## Биография
После изучения богословия и германистики в Тюбингенском университете Вейтбрехт в 1874 году впервые поступил на работу в качестве дьакона в немецком городе Швайгерн под Хайльбронном. В 1886 году он переезжает в Цюрих, чтобы занять позицию директора школы для девочек, сегодняшней «Kantonsschule Hohe Promenade». В 1894 Вейтбрехт переходит в Штутгартский политехнический институт, где он был принят в качестве профессора немецкой литературы. С 1902 году до своей смерти в 1904 году работает в качестве ректора этого университета.

## Работы
- Lieder von Einem, der nicht mitdarf; Военные песни, Штутгарт, 1870
- Was der Mond bescheint. Стихи, Штутгарт, 1873
- Gedichte; Штутгарт. 1875—1880;
- Verirrte Leute; шесть новелл, Штутгарт, 1882
- Nohmôl Schwôbagschichta; Штутгарт, 1882, соавтор: Ричард Вейтбрехт
- Gschichta’n aus’m Schwôbaland; Штутгарт, 1877, 2 Издание 1883 г., соавтор Ричард Вейтбрехт
- Schwäbische Dichterbuch; Штутгарт, 1883; соавтор Ричард Вейтбрехт
- Geschichtenbuch; Штутгарт, 1884
- Kalenderstreit in Sindringen; Штутгарт, 1885
- Heimkehr; две новеллы, Штутгарт, 1886
- Sonnenwende; Штутгарт, 1890
- Sigrun; Штутгарт, 1891
- Phaläna, das Leiden eines Buches; Цюрих, 1892, 2 издание, Штутгарт, 1895
- Diesseits von Weimar. Штутгарт, 1895
- Doktor Schmidt, Штутгарт, 1896
- Schiller in seinen Dramen; Штутгарт, 1897
- Württemberg wie es war und ist. Серия патриотических историй из Вюртемберга от старейших дней до нашего времени. С оригинальным рисункам А. Федерера и других. 4-х т. 11 издание, Штутгарт; 1898
- Geschichten eines Verstorbenen; Штутгарт, 1898
- Schwarmgeister; Штутгарт, 1900
- Das deutsche Drama, Берлин, 1900
- Schiller und die deutsche Gegenwart; Штутгарт, 1901
- Deutsche Literaturgeschichte des 19. Jahrhunderts; Лейпциг 1901
- Deutsche Literaturgeschichte der Klassikerzeit; Лейпциг, 1901
- Gesammelte Gedichte; Штутгарт, 1903